# Sclerocephalus haeuseri
Leptorophus levis, Pelosaurus longiscutatus, Pfarrwaldia jeckenbachensis, Raumbachia compressa, Rehbornia klauswaldensis
Espèce
Synonymes
- Leptorophus levis Bulman, 1928
- Pelosaurus longiscutatus Théobald, 1958
- Pfarrwaldia jeckenbachensis Krätschmer, 2004
- Raumbachia compressa Krätschmer, 2004
- Rehbornia klauswaldensis Krätschmer, 2004

Sclerocephalus haeuseri est une espèce fossile d'amphibiens temnospondyles de la famille des Sclerocephalidae.

## Classification
Cette espèce a été décrite en 1847 par le paléontologue et zoologiste bavarois Georg August Goldfuss (1782-1848).

### Synonymes

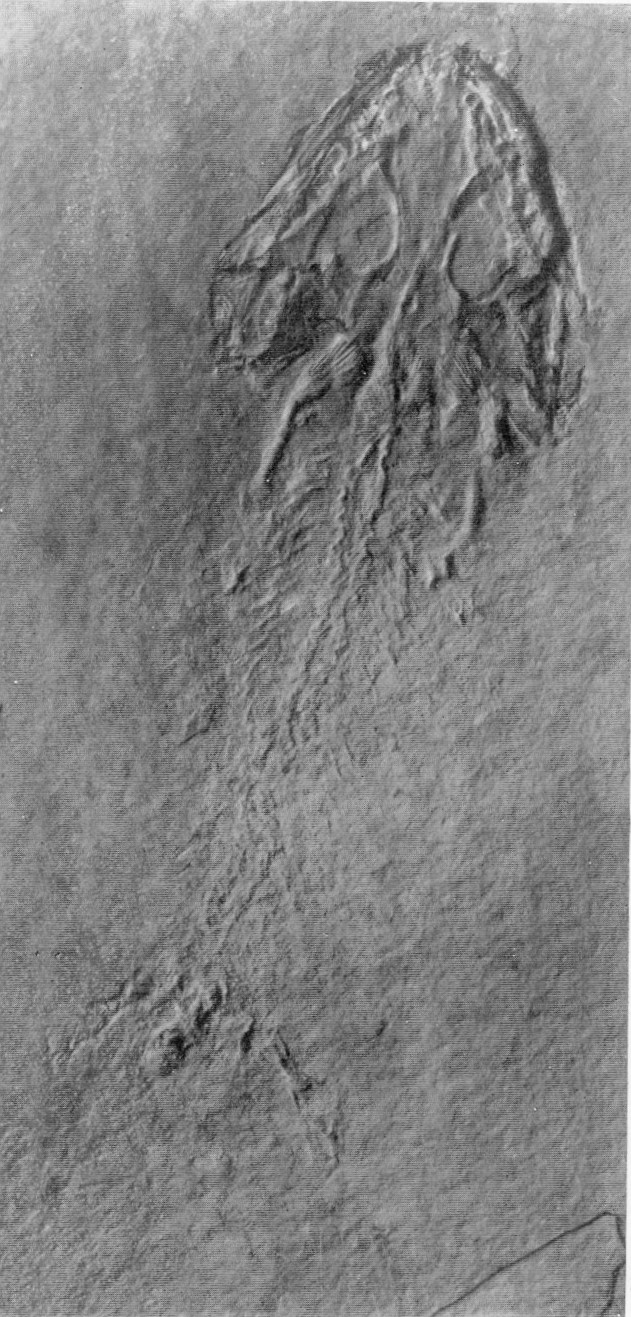
Pelosaurus longiscutatus selon Nicolas Théobald 1958.

Selon Paleobiology Database en 2022, cette espèce a cinq synonymes :
- Leptorophus levis Bulman, 1928
- Pelosaurus longiscutatus Théobald, 1958
- Pfarrwaldia jeckenbachensis Krätschmer, 2004 [synonyme objectif]
- Raumbachia compressa Krätschmer, 2004
- Rehbornia klauswaldensis Krätschmer, 2004

## Description
En 1958, le paléontologue Nicolas Théobald a publié la description de plusieurs spécimens de Stégocéphales, accompagnés de nombreux poissons Aeduella, trouvés dans les schistes bitumineux du Permien inférieur de St Wendel en Sarre. Parmi ces spécimens, Théobald à identifié deux individus qui semblaient distincts des stégocéphales déjà connus et il les a définis comme une nouvelle espèce qu'il a nommée Pelosaurus longiscatus. Le spécimen W 2 faisant partie de la collection de géologie de l'Université de la Sarre est photographié ci-contre.

### Caractères
Le genre Pelosaurus est un genre de stégocéphales, des vertébrés préhistoriques ressemblants à des salamandres. En 1958,le paléontologue Nicolas Théobald a décrit une nouvelle espèce de Pelosaurus, Pelosaurus longicatus. Les différences principales entre cette espèce et l'espèce déjà connue, Pelosaurus laticeps Credner (d), 1882, résidant dans la forme du postfrontal du crane et de l'épisternum ou interclavicule de la ceinture thoracique. Les dents de P. longiscatus sont également plissées presque jusqu'au sommet, contrairement à celles de Pelosaurus gumbeli Reis, 1913. surtout insisté sur les différences entre ses échantillons et l'espèce Pelosaurus laticeps Credner, 1882. 
D'après Alfred Sherwood Romer (1947), les formes larvaires des genres Pelosaurus et Branchiosaurus sont présentes dans les mêmes couches que les stégocéphales du genre Sclerocephalus dans le Palatinat et la Sarre.

### Dimensions
Pour l'échantillon W 2 : 
- corps L=195 mm ; l=40 mm ;
- tête  L=50 mm ; l=50 mm ;
- orbite L=12 mm ; l=7 mm ;
- épisternum L=22 mm ; l=10 mm ;
- patte antérieure L=37 mm ;
- patte postérieure L=50 mm ;
- colonne vertébrale de la base de la tête à la ceinture pelvienne= 80 mm ;
- reste de la colonne vertébrale=50 mm.

## Biologie
Le milieu géologique au Permien était caractérisé par la présence de lacs en cours de remplissage.

## Répartition
D'après la base de données Paleobiology Database, l'espèce Pelosaurus longiscatus est représentée par vingt collections de fossiles trouvées en Allemagne.

### Publication originale
- [1847] (de) Georg August Goldfuss, Beiträge zur vorweltlichen Fauna des Steinkohlegebirges, Bonn, coll. « Naturhistorischer Verein der Preussischen Rheinlande », 1847.